# Sexuell upphetsning
| Sexuell upphetsning |
| --- |
| - Betydelse – lust att ha sex - Orsak – aktivering av limbiska systemet via inre (exempelvis sexuell fantasi) eller yttre (exempelvis beröring, erotica eller andra visuella stimuli) - Process – ökad puls och blodgenomströmning i hud och underliv, häftigare andning, vidgade pupiller etc |

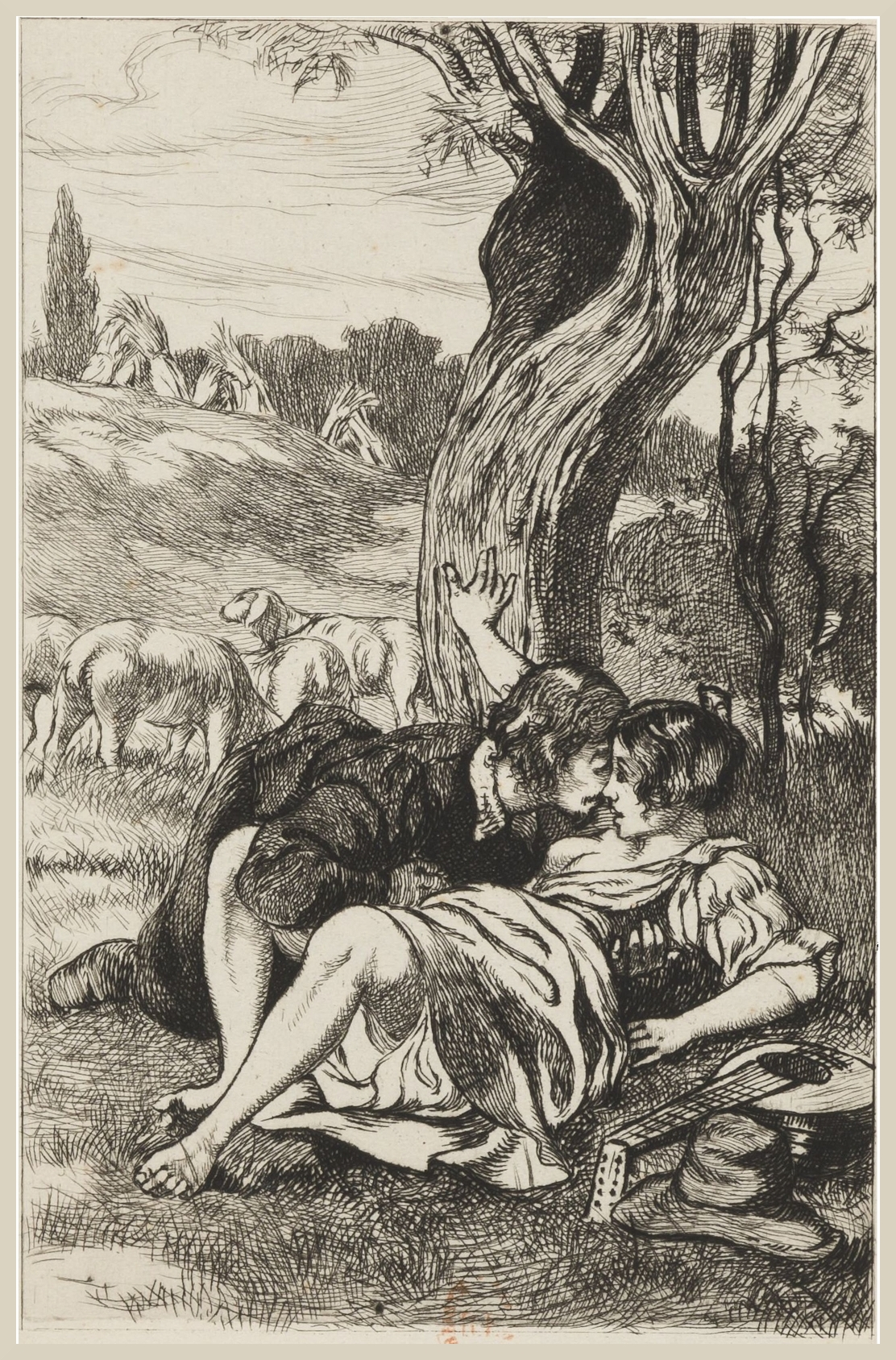
Illustration av Martin Van Maele.

Sexuell upphetsning, i vardagligt tal kåthet (jämför kättja), innebär att en person mentalt och kroppsligt får lust att ha sex och förbereder sig för detta. Det kan inkludera sex i relation (samlag) eller onani. Det är en sorts psykologisk upphetsning och kan orsakas av en mängd olika stimuli, inklusive åsynen av nakenhet eller sexuella situationer, beröring, ljud eller en känsla av fara.

## Mänsklig sexuell upphetsning

### Orsaker
En mängd olika saker kan skapa kåthet. För många människor är nakenhet upphetsande, liksom sexuella antydningar i form av kroppsspråk, vissa ord eller intima situationer med en annan människa. Kroppslig beröring leder till en utsöndring av oxytocin och andra hormoner, vilket underlättar möjligheten till att nå orgasm. Ibland kan en människa bli upphetsad av ett föremål, en så kallad sexuell fetisch.
Även objektivt negativa eller riskfyllda situationer kan skapa en (sexuell) upphetsning. Personer som engagerar sig i BDSM-liknande aktiviteter kan bli upphetsade genom att fråtas sin kroppsliga eller psykiska frihet, bli dominerade eller utsatta för våld eller smärta (alternativt utsätta andra för motsvarande situation). Detta liknar de lustkänslor rädsla kan ge i samband med att se skräckfilm, åka berg-och-dalbana eller hoppa fallskärm; hjärnan utsöndrar en kemisk "cocktail" av adrenalin, endorfin, dopamin och andra hormoner. På engelska diskuteras denna motsägelsefulla koppling som en peak experience. En del anser att den är kopplad till en viktig mänsklig drivkraft, endast lite mindre viktig än de grundläggande kroppsliga behoven. Denna peak experience kan kännas som en andlig och helande upplevelse.

### Funktion och process
Till skillnad från de flesta djur, är människor av båda könen potentiellt kapabla till sexuell upphetsning året runt. Därför har människor inte heller någon särskild parningstid. Det som påskyndar den mänskliga sexuella upphetsningen kallas vardagligt för att "vara tänd på någon". Att bli tänd på någon kan ligga psykiskt eller fysiskt i människans natur. 
Gemensamt för bägge könen är att det limbiska systemet aktiveras. Det påverkar i sin tur andra delar av kroppen, hjärtat slår fortare och blodgenomströmningen i hud och underliv ökar. Rodnad kan uppstå, både i ansiktet och på andra delar av kroppen. Andningen blir snabbare, musklerna spänns och svettningen ökar. Pupillerna vidgas, läpparna blir rödare och vid stark upphetsning kan lätta skakningar eller darrningar uppstå i kroppen, exempelvis i händerna.
En sexuell akt delas inom sexologin upp i fyra faser, enligt en modell av Master och Johnson. Faserna är excitationsfas (upphetsningsfas), platåfas, orgasmfas och avslappningsfas. Under de två första faserna reagerar kroppen enligt nedanstående beskrivning.

### Tecken på mänsklig sexuell upphetsning
| Kvinnor: | Män: |
| --- | --- |
| Excitationsfas - Svällkropparna i klitoris och blygdläppar blodfylls, erektion uppstår då organen styvnar och ändrar färg, form och storlek. - Svällkropparna kring urinröret och slidmynningen sväller. - Slidan vidgas och förlängs, lubrikation uppstår. - Brösten kan svälla. - Bröstvårtorna kan styvna. Platåfas - Slidväggen i nedre delen av slidan sväller mer och bildar en vaginal kuff. - Livmodern höjs, slidan bildar ett tält. | Excitationsfas - Svällkropparna i penis blodfylls, erektion uppstår då penis styvnar och ökar i längd och omfång. (Pojkar i puberteten kan ofta uppleva 'icke sexuella'-erektioner på grund av sin höga testosteronnivå.) - Förhuden dras tillbaka och exponerar ollonet - Bröstvårtorna kan styvna. Platåfas - Pungen dras ihop, testiklarna lyfts. - Exponering av försats |

### Tändningsmönster
Karaktären på det som leder till en persons upphetsning och en dragning till något eller något bildar i regel ett mönster, och man brukar då tala om ett sexuellt tändningsmönster. En rad olika saker kan påverka en persons tändningsmönster, inklusive:
- närhet och likhet (tillgänglighet och igenbarhet lockar)
- fysisk upphetsning (gynnas av vi inte känner personen närmare – se Coolidge-effekten)
- sinnesstämning (när vi mår bra har vi lättare att känna attraktion)
- underskott (att antalet möjliga partner är få eller svårflörtade ökar ens intresse)
- utseende (ett socialt högt skattat utseende skapar intresse inledningsvis)
- hormoner och signalsubstanser

Tändningsmönstret är ofta personligt och kan följa med en genom livet. Mönstret kan bli ett problem, om individen känner sig hämmad av det i sitt liv eller i relation till andra. Sexuella fantasier omkring exempelvis våld, dominans och underkastelse förekommer hos många, men där fantasierna också är det primära eller enda tändningsmönstret kan det försvåra för sexuella relationer med andra.